# Баймирза (Бухар-Жирауський район)
Баймирза́ (каз. Баймырза) — село у складі Бухар-Жирауського району Карагандинської області Казахстану. Адміністративний центр Баймирзинського сільського округу.
Населення — 1810 осіб (2021; 1916 у 2009, 1936 у 1999, 2401 у 1989).
Національний склад станом на 1989 рік:
- німці — 61 %.

До 2004 року село називалось Покорне.